# Hans-Helmut Dietze
Hans-Helmut Dietze (* 6. April 1911 in Bochum; † 1946 in Kiel) war ein deutscher Jurist.

## Leben
Dietzes Vater war Oberpostsekretär. Nach dem Abitur in Kassel studierte Hans-Helmut Dietze von 1929 bis 1933 Jura an den Universitäten Marburg und Rostock; dort wurde er im Mai 1933 promoviert und arbeitete anschließend als Hilfsassistent, bevor er im März 1934 das erste juristische Staatsexamen ablegte. Ab Juni 1934 arbeitete er als Hilfskraft an der juristischen Fakultät der Universität Würzburg, im April 1936 erfolgte die Habilitation.
Dietze war von November 1933 bis Mai 1936 Mitglied der SA und trat am 1. Mai 1937 der NSDAP bei (Mitglieds-Nr. 4.402.415). Seit Juni 1936 war er Mitglied der Hitler-Jugend und Hochschulbeauftragter des HJ-Bannes Würzburg, dessen Rechtsstelle er leitete.
Nach der Habilitation konnte Dietze zunächst keine Lehrbefähigung erhalten, da er an der Universität Breslau als „nicht geeignet“ eingestuft wurde. Im November 1938 wurde er erneut an der Universität Breslau und zusätzlich an der Universität Würzburg einmütig als Dozent abgelehnt. Ab April 1939 war Dietze dann Assistent am Institut für Politik und Internationales Recht der Universität Kiel. Im November 1939 wurde er auch Rechtsreferent der HJ-Gebietsführung Nordmark. Auch in Kiel wurde er zunächst als Dozent abgelehnt, erst im Februar 1940 wurde er Dozent für Verfassungs- und Völkerrecht an der Universität Kiel, wo er ab November 1940 auch die Zeitschrift „Kieler Blätter“ leitete. Ab Mai 1942 lebte Dietze in Wiesloch, ab Juli 1943 dann in Innsbruck.

## Veröffentlichungen
- Johan Oldendorp als Rechtsphilosoph und Protestant: mit einem Bildnis. Gräfe und Unzer, Königsberg 1933 (Öffentlich-rechtliche Vorträge und Schriften; 16) (Zugl.: Rostock, Univ., Diss., 1934).
- Naturrecht in der Gegenwart. Röhrscheid, Berlin 1936 (Zugl.: Würzburg, Univ., Habil.-Schr., 1936).
- „Europa, erwache!“. In: Jugend und Recht (1938), Heft 1.
- Die Rechtsgestalt der Hitler-Jugend: eine verfassungsrechtliche Studie. Deutscher Reichsverlag 1939.
- Der Gesetzesvorspruch im geltenden deutschen Reichsrecht: mit einem Anhang: Sammlung von Gesetzesvorsprüchen. Deutscher Reichsverlag, Berlin 1939 (Schriften des Instituts für Politik und Internationales Recht an der Universität Kiel; N. F. 10).
- Die verfassungsrechtliche Stellung der Hitler-Jugend. In: Zeitschrift für die gesamte Staatswissenschaft. Bd. 101 (1940/41), S. 113–156.
- Die Auflösung der europäischen Scheinverfassung vom 28. 6. 1919. In: Kieler Blätter (1940), Heft 1/2, S. 20–28.
- Die Kriegs- und Greuelpropaganda unserer Feinde. Erkenntnis und Abwehr. In: Kieler Blätter (1940), Heft 1/2, S. 124–131.
- Europas Schicksalswende: zum Waffenstillstand von Compiègne. In: Kieler Blätter (1940), Heft 3/4, S. 266–280.
- Die Herren von Angers. In: Kieler Blätter (1940), Heft 3/4, S. 317–325.
- Die päpstlichen Nuntien. Deutsche Kunst- und Verlagsanstalt, Frankfurt a. M. 1943.